# Carolina Barco
María Carolina Barco Isakson (Boston, Massachusetts, 1951) é uma política e diplomata colombiana. É filha de Virgilio Barco, presidente da Colômbia de 1986 a 1990. Foi ministra dos Negócios Estrangeiros e embaixadora nos Estados Unidos.
Carolina é licenciada em Sociologia e Economia pela Wellesley College, em Massachusetts. Durante o tempo em que se licenciou na Wellesley College, estudou durante um ano como intercâmbio na Université Libre de Bruxelles, na Bélgica. Além disso, Carolina é mestre em Urbanismo pela Harvard University Graduate School of Design e mestre em Negócios pelo Instituto de Empresas em Madrid, Espanha.
Sempre trabalhou no setor público, sendo desde o final da década de 1970 consultor em urbanismo ao serviço do Prefeito de Caracas (Venezuela), Prefeito de Bogotá, Autarcas dos municípios vizinhos da capital (Cajicá, Cogua, Subachoque e Zipaquirá). Na década de 1990 o seu prestígio como investigadora levou-a a estudar para o PNUD e para os Ministérios do Desenvolvimento Económico, do Ambiente e da Cultura; até 1998, o Prefeito de Bogotá Enrique Peñalosa nomeou o seu Diretor Distrital de Planeamento, cargo que ocupou até ao final do mandato do Presidente da Câmara em dezembro de 2001.
Em 2002 o Presidente eleito Álvaro Uribe Vélez nomeou-a Ministra dos Negócios Estrangeiros da Colômbia, mantendo uma forte relação principalmente com os Estados Unidos. Em 2006, após a demissão do ex-Presidente Andrés Pastrana para a embaixada neste país, Barco foi nomeada para o cargo de substituto até 2009, tendo sido substituída como embaixadora por Gabriel Silva.
Em 2010 juntou-se ao Banco Interamericen de Desenvolvimento como coordenador da Plataforma Cidades Emergentes e Sustentáveis.
Em 18 de outubro de 2018 Carolina Barco foi nomeada nova embaixadora da Colômbia em Espanha.
Foi distinguida com a Grande Ordem de Mérito Nacional, concedida pelo Governo Nacional da Colômbia, em 2010; Légion d'honneur no posto de Comandante, concedido pelo Governo de França, 2008; e decorado com ordens nacionais concedidas pelos governos do Peru, El Salvador, Honduras, Espanha, Argentina, República Dominicana, Panamá, Guatemala, Paraguai, Equador, Brasil e Filipinas.